# North Shields Fish Quay
North Shields Fish Quay est un port de pêche situé dans l'embouchure de la rivière Tyne à North Shields dans le comté de Tyne and Wear , au nord-est de l'Angleterre, à 20 km à l'est de la ville de Newcastle-upon-Tyne.
Le port s'est développé à partir de 1225 comme un simple village de cabanes de pêcheurs en périphérie de North Shields. Il a d'abord servi pour le château et le prieuré de Tynemouth à proximité puis s'est étendu à l'activité portuaire de North Shields. Sa croissance s'est arrêtée quand il aurait pu concurrencer celui de Newcastle-upon-Tyne qui était, à l'époque, le port le plus important de la région. 
Le quai est toujours un port de pêche avec son marché de poissons. Une flotte de pêche alimente une petite industrie de transformation de poissons et crustacés. Ce port fut autrefois le plus grand producteur de kippers au Royaume-Uni mais la baisse des quotas de harengs a réduit ce commerce à une seule fumerie.
Une ancienne batterie côtière datant du XVIIe siècle au temps des guerres anglo-néerlandaises, est toujours présente proche du quai (Clifford's Fort (en)).
Le port abrite aussi quatre anciens phares qui servaient à l'aide à la navigation sur cette zone. 
- Fish Quay Old Low Light et Fish Quay Old High Light :

- Fish Quay New Low Light et Fish Quay New High Light :